# Микрасанамахи
Микрасанамахи (дарг. Мукри-сана-махьи, в пер. «Лестницеподобный теневой склон») — село Дахадаевского района Дагестана. Входит в сельское поселение Сельсовет Дуакарский.

## География
Расположено в 18 км к юго-западу от районного центра с. Уркарах, на безымянном притоке р. Сумиякотты.

## Население
| 1895 | 1926 | 1939 | 1970 | 1989 | 2002 | 2010 |
| ---- | ---- | ---- | ---- | ---- | ---- | ---- |
| 76   | ↗78  | ↘73  | ↘65  | →65  | ↘63  | ↘52  |
| 2021 |      |      |      |      |      |      |
| ↘30  |      |      |      |      |      |      |